# Gersbach (Pirmasens)
Gersbach (historisch auch: Gerspach) ist ein Stadtteil von Pirmasens.

## Geographie
Der Ort liegt im Westen der Stadt im Zweibrücker Hügelland. Zu Gersbach gehören zusätzlich die Wohnplätze Apfeldell und Eichelsbachermühle. Am nordwestlichen Ortsrand entspringt der Gersbach und nordöstlich des Siedlungsgebiets der Atzbach. Im Südwesten der Gemarkung verläuft außerdem die Felsalb.

## Geschichte

### Urgeschichte
Zwischen Gersbach und Windsberg wurden im Jahr 1830 keltische Bauwerke entdeckt, die dem Gott Vosegus (auch Vosagus) geweiht waren.

### Mittelalter
Die früheste erhaltene urkundliche Erwähnung des Ortes datiert auf 1225. Das Dorf Gersbach gehörte zum Amt Lemberg der Grafschaft Zweibrücken-Bitsch und dort zur Amtsschultheißerei Gerspach. Zu Gersbach gehörte auch die Eichelsbacher Mühle.

### Frühe Neuzeit
1570 verstarb Graf Jakob von Zweibrücken-Bitsch (* 1510; † 1570) als letztes männliches Mitglied seiner Familie. Das Amt Lemberg erbte seine Tochter, Ludovica Margaretha von Zweibrücken-Bitsch, die mit dem (Erb-)Grafen Philipp (V.) von Hanau-Lichtenberg verheiratet war. Ihr Schwiegervater, Graf Philipp IV. von Hanau-Lichtenberg, gab durch die sofortige Einführung des lutherischen Bekenntnisses dem streng römisch-katholischen Herzog Karl III. von Lothringen Gelegenheit, militärisch zu intervenieren, da dieser die Lehnshoheit über die ebenfalls zum Erbe gehörende Herrschaft Bitsch besaß. Im Juli 1572 besetzten lothringische Truppen die Grafschaft. Da Philipp IV. der lothringischen Übermacht nicht gewachsen war, wählte er den Rechtsweg. Beim anschließenden Prozess vor dem Reichskammergericht konnte sich Lothringen hinsichtlich der Herrschaft Bitsch durchsetzen, das Amt Lemberg dagegen – und somit auch Gersbach – wurde der Grafschaft Hanau-Lichtenberg zugesprochen.
Im Dreißigjährigen Krieg wurde das Dorf entvölkert.
1736 starb mit Graf Johann Reinhard III. der letzte männliche Vertreter des Hauses Hanau. Aufgrund der Ehe seiner einzigen Tochter, Charlotte (* 1700; † 1726), mit dem Erbprinzen Ludwig (VIII.) (* 1691; † 1768) von Hessen-Darmstadt fiel die Grafschaft Hanau-Lichtenberg nach dort. Im Zuge der Französischen Revolution fiel dann der linksrheinische Teil der Grafschaft Hanau-Lichtenberg – und damit auch das Amt Lemberg und Gersbach – 1794 an Frankreich.

### 19. und 20. Jahrhundert
Von 1798 bis 1814, als die Pfalz Teil der Französischen Republik (bis 1804) und anschließend Teil des Napoleonischen Kaiserreichs war, war der Ort in den Kanton Pirmasens eingegliedert und unterstand der Mairie Vinningen. 1815 hatte der Ort insgesamt 401 Einwohner. Im selben Jahr wurde der Ort Österreich zugeschlagen. Bereits ein Jahr später wechselte Gersbach in das Königreich Bayern. Ab 1818 war der Ort Bestandteil des Landkommissariat Pirmasens, das 1862 in ein Bezirksamt umgewandelt wurde.
1939 wurde Gersbach in den Landkreis Pirmasens (ab 1997 Landkreis Südwestpfalz) eingegliedert. Nach dem Zweiten Weltkrieg wurde die Gemeinde innerhalb der französischen Besatzungszone Teil des damals neu gebildeten Landes Rheinland-Pfalz.
Im Zuge der ersten rheinland-pfälzischen Verwaltungsreform wurde Gersbach am 22. April 1972 in die Stadt Pirmasens eingemeindet.

## Religion
Vor Ort existiert eine protestantische Kirche, die 1968 gebaut wurde.

## Politik

### Ortsbeirat
Für den Stadtteil Gersbach wurde ein Ortsbezirk gebildet. Dem Ortsbeirat gehören neun Beiratsmitglieder an, den Vorsitz im Ortsbeirat führt der direkt gewählte Ortsvorsteher. Traditionell ist die CDU im Ort die stärkste Partei.
Für weitere Informationen zum Ortsbeirat siehe die Ergebnisse der Kommunalwahlen in Pirmasens.

### Ortsvorsteher
Der Ortsvorsteher von Gersbach ist Dieter Clauer (CDU). Er wurde bei der Direktwahl am 26. Mai 2019 mit einem Stimmenanteil von 79,16 % gewählt und ist damit Nachfolger von Denis Clauer (CDU). Bei der Direktwahl am 9. Juni 2024 wurde er als einziger Bewerber mit 79,5 % für weitere fünf Jahre im Amt bestätigt.

### Wappen
| Wappen von Gersbach | Blasonierung: „In Gold ein roter Wellenbalken, belegt mit einem schwarzen Schuh mit rotem Stulpen.“ |
| Wappen von Gersbach | Das Wappen enthält die vergleichsweise selten vorkommende Figur Schuh und Stiefel                   |

## Kultur

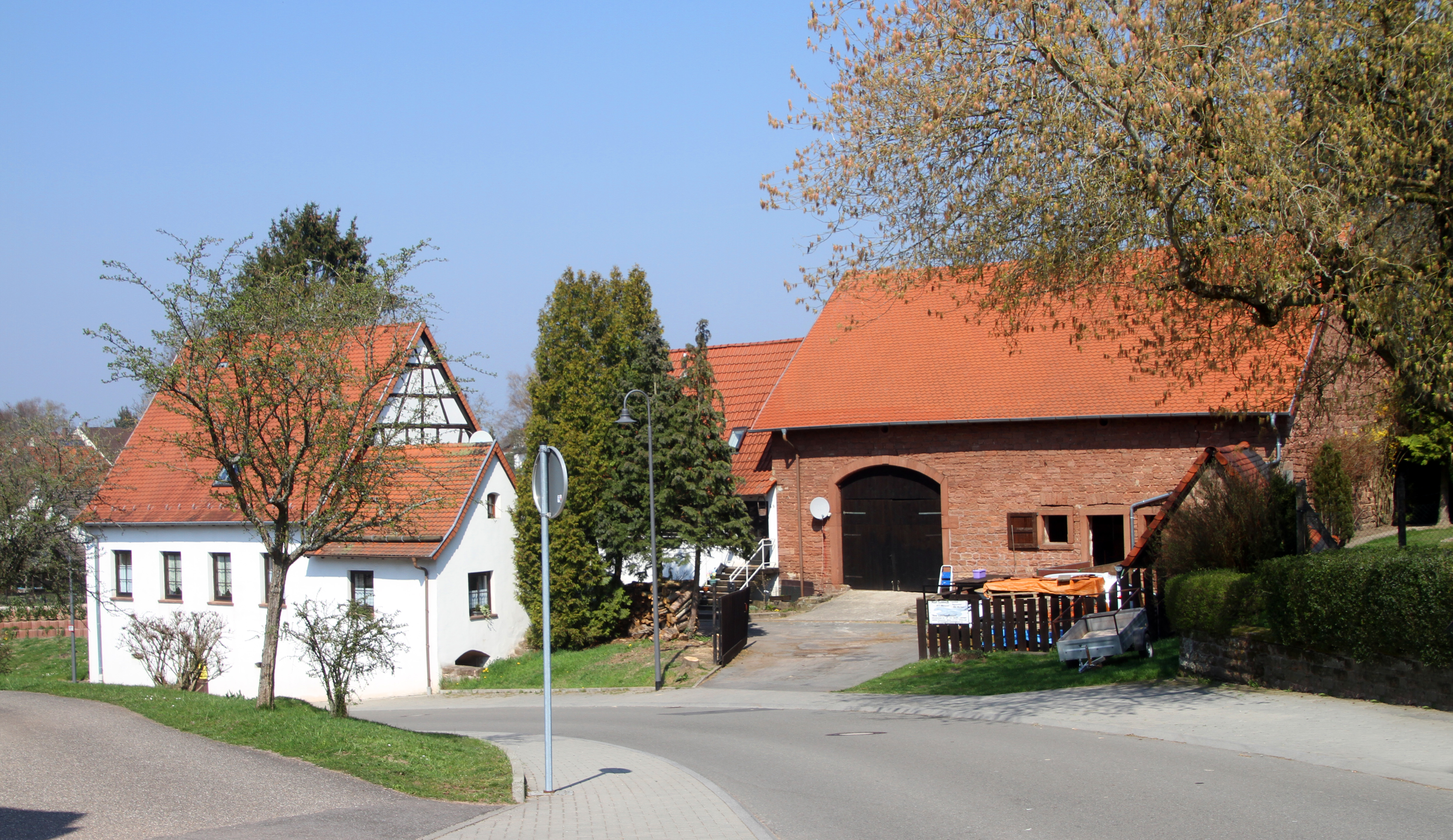
Denkmalgeschützte Hofanlage

### Kulturdenkmäler
Vor Ort befinden sich insgesamt sechs Objekte, die unter Denkmalschutz stehen.

### Natur
Im Gebiet des Ortes existieren insgesamt vier Naturdenkmale, darunter der Fels mit Wasserfall.

## Wirtschaft und Infrastruktur
Der 1958 in Betrieb genommene Fehrbacher Wasserturm verfügte von Anfang an über eine Wasserleitung nach Gersbach. Der Ortsteil ist über die von den Stadtwerken Pirmasens betriebenen Buslinie 203 und 209 an den öffentlichen Personennahverkehr angebunden. Durch den Ort führt die Kreisstraße 6, die eine Verbindung mit Winzeln und Windsberg schafft. Nördlich des Siedlungsgebiets verläuft außerdem die Landesstraße 600, zu der es vor Ort jedoch keine direkte Straßenverbindung gibt.